# Elisabete
Elisabete ist ein weiblicher Vorname.

## Herkunft und Bedeutung
Er ist die portugiesische Form von Elisabeth.

## Bekannte Namensträgerinnen
- Elisabete Jacinto (* 1964), portugiesische Rallye-Raid-Fahrerin